# Suprimentos de cereais da cidade de Roma

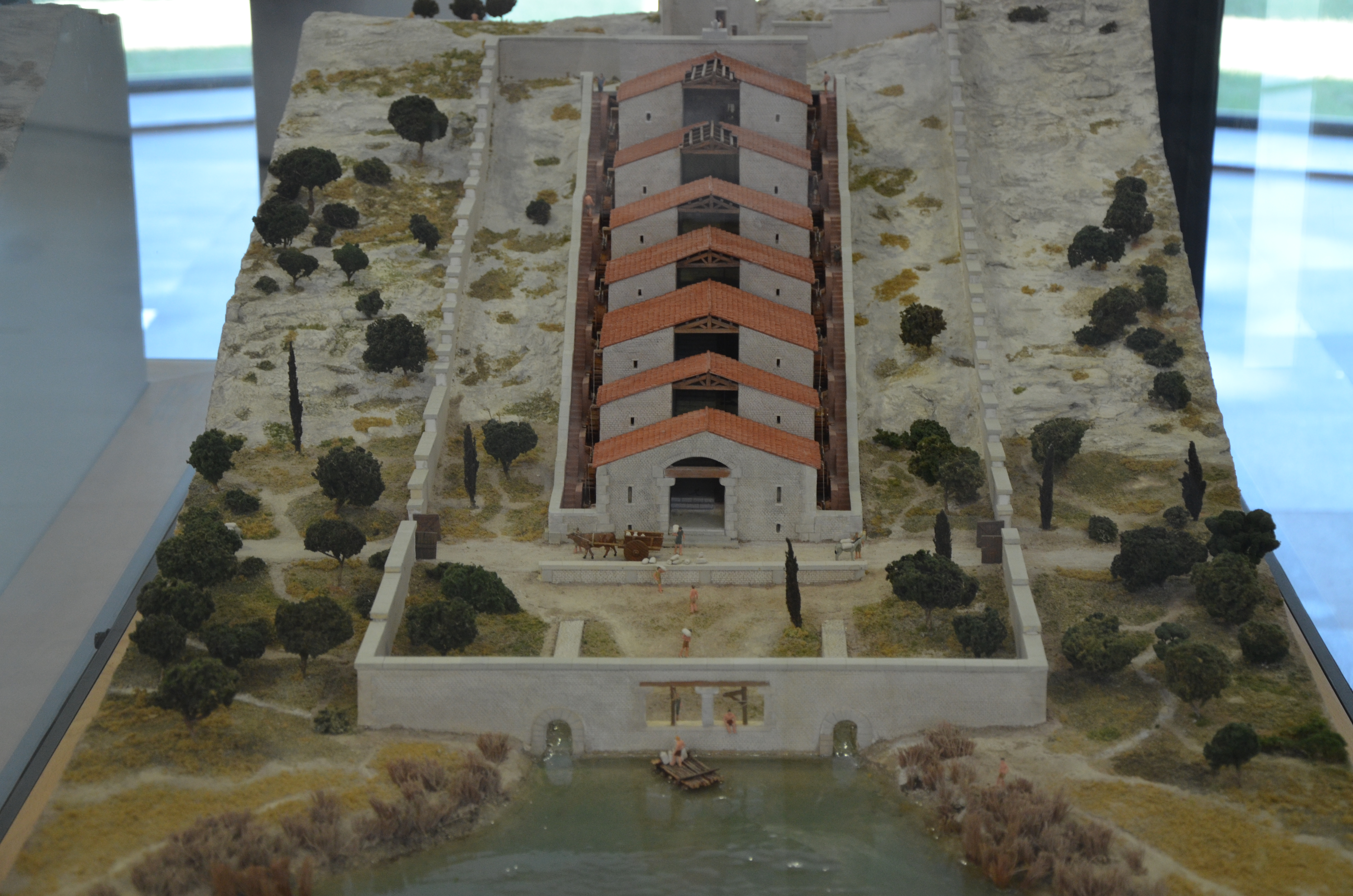
Modelo das moendas de Barbegal, no sul da Gália, um dos maiores complexos do tipo no Império Romano.

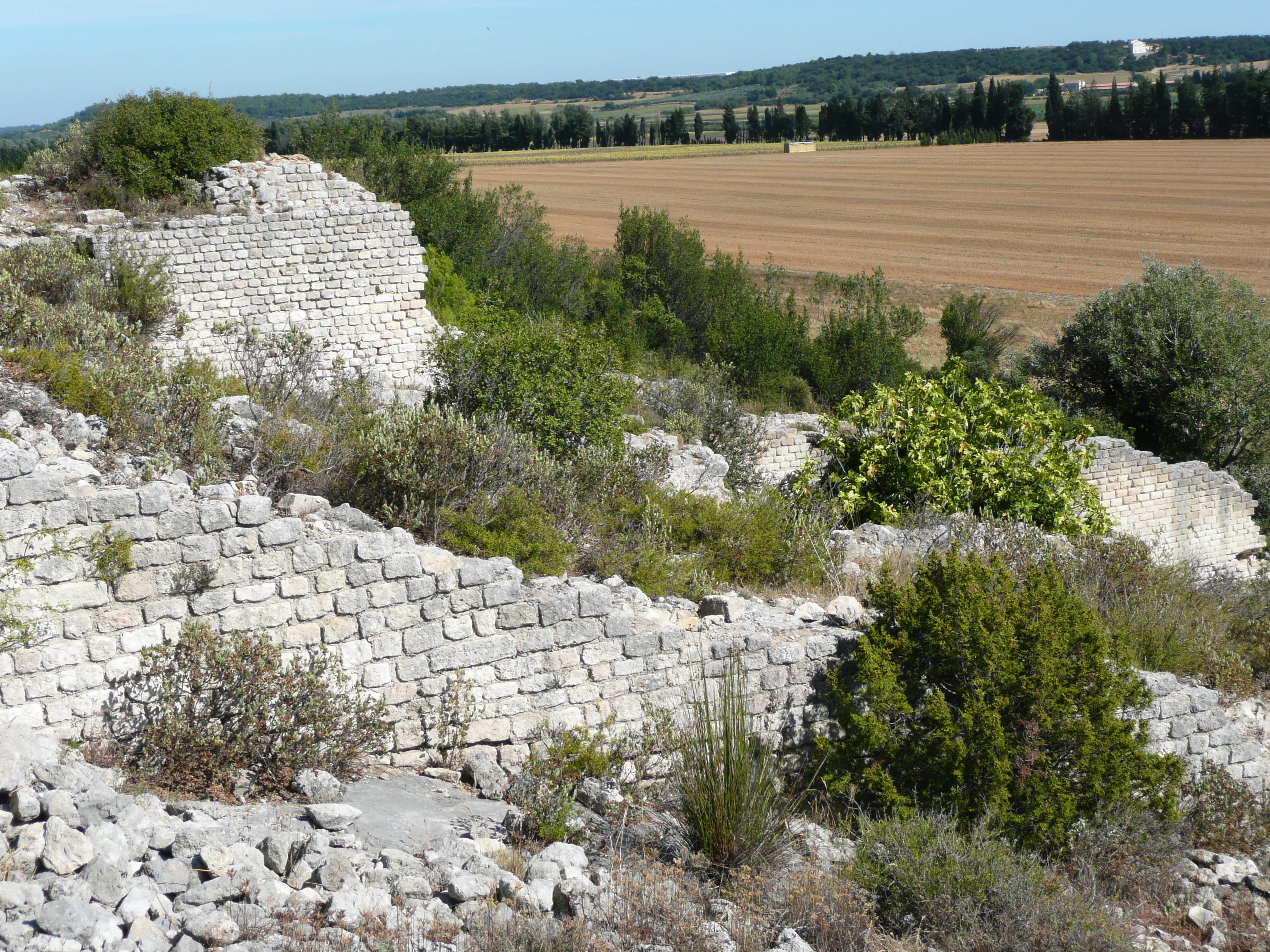
Ruínas em Barbegal.

Na Antiguidade Clássica, o suprimento de cereais da cidade de Roma (em latim: Cura Annonae) não podia ser inteiramente fornecido pela zona rural vizinha da cidade, repleta de vilas e parques da aristocracia e que produziam principalmente frutas, vegetais e outros bens perecíveis. A cidade foi gradualmente se tornando dependente de remessas cada vez maiores de cereais de outras partes da península itálica, especialmente da Campânia, e de outras partes de seu território, como as províncias na Sicília, norte da África e Egito. Estas regiões eram capazes de enviar grandes quantidades de cereais para a população da capital, uma quantidade que chegou a 60 milhões de módios (540 milhões de litros / 540 000 de metros cúbicos) anualmente, segundo algumas fontes. Estas províncias e as rotas marítimas que as ligavam com Óstia Antiga e outros importantes portos ganharam, por isto, uma grande importância estratégica. Quem quer que controlasse o suprimento de cereais estava em condições de controlar em grande medida a cidade de Roma.

## Embarque e moenda
O amplo uso dos moinhos de água na Itália foi mencionado brevemente por Plínio, o Velho, em 79. Uma fileira deles estava instalada no terminal do mais alto aqueduto romano, Água Trajana, no final do século II pelo imperador Trajano. Restos dos canais e equipamentos forame escavados no Janículo. Protegendo este importante complexo industrial era muito importante, como se percebe pelas ações de Belisário durante o Cerco de Roma (537-538), quando a cidade foi cercada pelos soldados do Reino Ostrogótico. Quando o suprimento de água para o aqueduto foi interrompido, ele construiu uma ponte de barcos através do Tibre e utilizou moedas pás flutuantes para esmagar o trigo e manter a produção de pão intacta.
O complexo de moendas em Roma tem paralelos com um outro similar localizado em Barbegal, no sul da Gália, construído no século I, e que, por não terem sido alvo de reconstruções posteriores, estão em excelente estado de preservação.
Durante o período do principado, os campos italianos proviam apenas 10% do suprimento de cereais para Roma. A maioria vinha do norte da África e do Egito. Diversos levantamentos foram feitos para tentar calcular o volume total de cereais que Roma importava anualmente destas regiões. Peter Garnsey combinou os relatos do autor de uma epítome do século IV, que relata que 20 milhões de módios de trigo vinham do Egito, e a afirmação de Josefo no meio do século I, que o norte da África exportava o dobro do Egito e que a região sustentava Roma por oito meses no ano e o Egito, apenas quatro, o que resulta num total de 60 milhões de módios. Garnsey considerou o número muito alto em suas obras, pois equivale a 400 000 toneladas, mas apenas metade disto foi requerido na primeira doação de Augusto (r. 27 a.C.–14 d.C.).
G.E. Rickman estimou que as necessidades totais de trigo para a população de Roma, dada uma dieta média de 3 000 calorias por pessoa, iria requerer 40 milhões de módios e, utilizando Josefo como referência, calculou que 13 milhões vinham do Egito e 27 milhões, do norte da África. Uma estimativa entre estes dois números seria provavelmente a mais correta, pois um suprimento excessivo de cereais importados seria desejável no caso de parte dele se perder no mar ou nos depósitos. Os cereais podiam também vir da Sicília e da Sardenha, embora estas regiões não fossem tão importantes quanto foram no período republicano, especialmente depois da anexação do Egito por Augusto. Uma passagem de Plínio acrescenta ainda que cereais vinham para Roma da Gália, do Quersoneso, Chipre e da Hispânia.

## Política e o suprimento de cereais

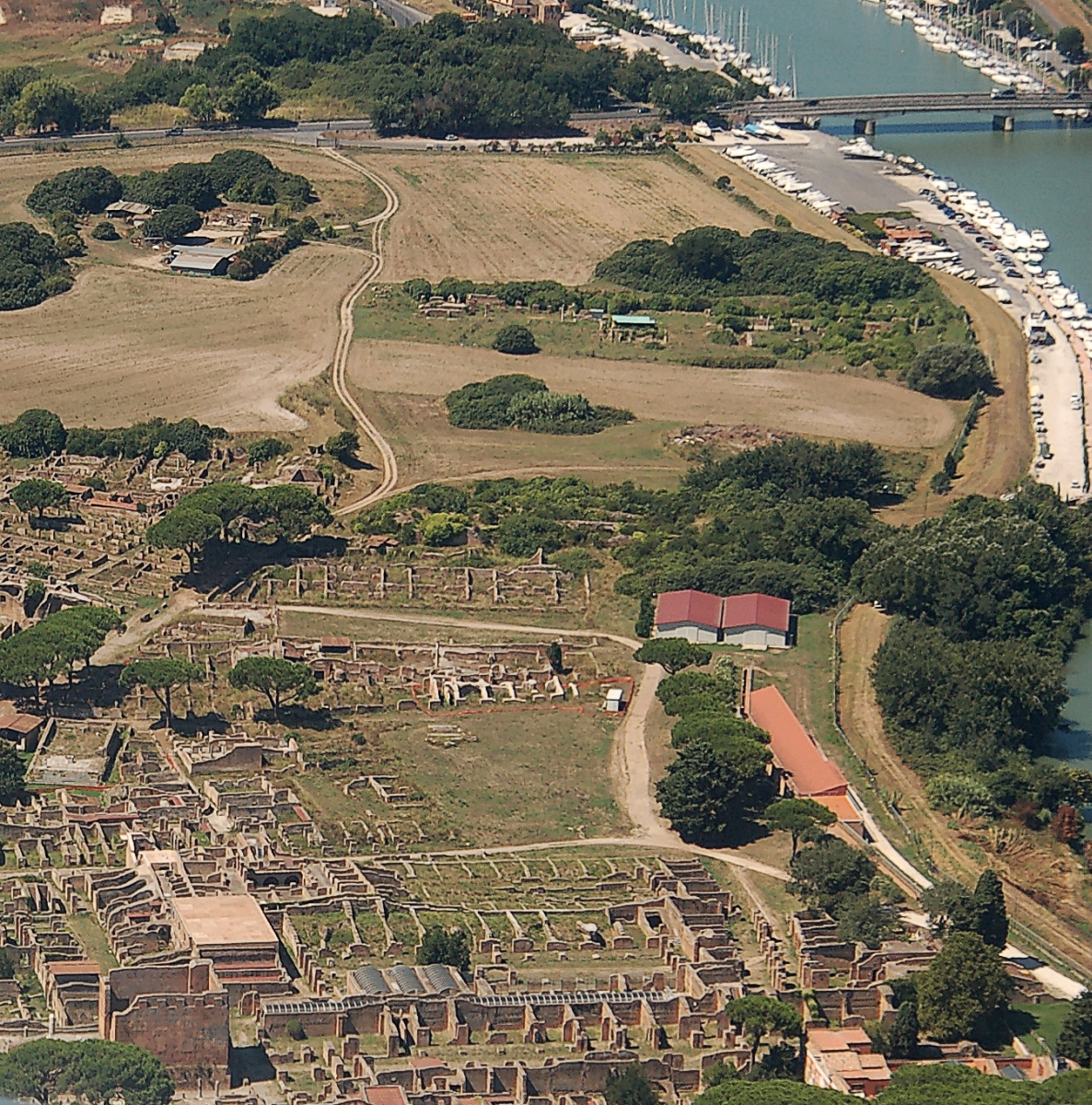
Óstia Antiga, o principal porto de entrada em Roma dos cereais vindos das províncias.

Por quase todo o período republicano, o suprimento de cereais (em latim: Cura Annonae) era parte das tarefas dos edis. O suprimento era personificado como uma deusa e a cota de cereais era distribuída a partir do templo de Ceres. Já em 440 a.C., porém, o Senado Romano pode ter nomeado um oficial específico para a função chamado prefeito das provisões (em latim: praefectus annonae), que tinham grandes poderes. Um suprimento de cereais de emergência era uma importante fonte de influência e poder para Pompeu Magno no final de sua carreira. Na época do principado, a posição de prefeito das provisões se tornou permanente e uma série de privilégios, incluindo concessões de cidadania e isenção de deveres, eram oferecidos aos capitães de navios que assinassem contratos de transporte de cereais para a cidade.
Uma grande parte do suprimento da cidade era obtido no mercado livre. Os preços em Roma eram invariavelmente altos e os comerciantes quase sempre lucravam muito. Os cereais eram também coletados como imposto em algumas províncias por soldados e oficiais, que depois os revendiam no mercado.
O suprimento de cereais foi um tema importante para os Gracos, com o irmão mais velho, Tibério Graco, argumentando que a consolidação das terras cultiváveis romanas nas mãos de uns poucos acabou por expulsar os sem-terra para a cidade, onde encontraram pobreza ao invés de emprego. Com a lei dos cereais de Caio Graco, em 123 a.C., uma porção dos cereais coletados como receita pelo estado era vendido a preços subsidiados para os cidadãos. O suprimento de cereais era uma proposta recorrente na plataforma popularista de líderes políticos que apelava às plebes, como Saturnino, que foi eleito tribuno da plebe por três vezes, uma situação rara. Mas a impopularidade destas leis levaram a outras, mais conservadoras, cujo objetivo era cercear as reformas dos Gracos, como a Lei Otávia (lex Octavia) e a Lei Terência Cássia (lex Terentia Cassia).
Em 58 a.C., o "patrício que virou plebeu" Clódio Pulcro propôs uma agenda política popularista em sua campanha para o tribunato ao oferecer cereais grátis para os pobres. O custo foi alto e Júlio César depois reformou as cotas. Augusto considerou aboli-las completamente, mas preferiu reduzir o número de recipientes para 200 000 e depois, possivelmente, para 150 000.
O oficial responsável pela provisão alimentícia (alimenta) era o curador dos alimentos (curator alimentorum). Na época do império, o posto tornou-se uma importante posição burocrática a ser preenchida pela elite senatorial como um passo antes do consulado. O último oficial conhecido a ocupar a posição foi Postúmio Quieto, provavelmente no início da década de 270.
Os imperadores subsequentes utilizaram cereais gratuitos ou fortemente subsidiados para manter a população alimentada. O uso político do suprimento de cereais juntamente com os jogos gladiatórios e outros entretenimentos (ludi) deram origem à famosa expressão "Pão e circo". Conforme passava o tempo, o suprimento foi se tornando cada vez mais complexo. Durante o reinado de Sétimo Severo (r. 193–211), o azeite foi acrescentado à cota. Durante o reinado de Aureliano (r. 270–275), porém, uma grande reorganização da provisão foi realizada. Aparentemente ele cessou a distribuição gratuita de cereais; ao invés disso, o imperador passou a distribuir pão gratuitamente e acrescentou sal, carne de porco e vinho à cota, que era fornecida gratuitamente ou a baixo custo. Estas medidas foram continuadas pelos seus sucessores.
Com a desvalorização da moeda durante o século III, o exército passou a ser pago, a partir do final do século, em suprimentos racionados (annonae) e também em espécie por uma pesada administração de coleta e redistribuição de suprimentos. O papel do estado na distribuição do suprimento de cereais continuou sendo um ponto central de sua unidade e poder: "o fim desta função estatal no século V foi um grande fator contributivo para a fragmentação econômica, assim como foi o fim da requisição de cereais para a cidade de Roma", nas palavras de Averil Cameron notes.